# Wskaźnik rotacji środków trwałych
Wskaźnik rotacji środków trwałych – jeden ze wskaźników sprawności zarządzania aktywami służący do określenia efektywności używania przez przedsiębiorstwo majątku. Wskaźnik ten definiuje się jako iloraz wielkości sprzedaży do środków trwałych netto (po amortyzacji).
{\displaystyle W={\frac {S}{St}},}
gdzie:
{\displaystyle W} – wskaźnik obrotu środkami trwałymi,
{\displaystyle St} – środki trwałe,
{\displaystyle S} – sprzedaż.